# SV Köthen 02
Der SV Köthen 02 (bis 1927 auch SV Cöthen 02) war ein deutscher Fußballclub aus Köthen (Anhalt) im heutigen Landkreis Anhalt-Bitterfeld, der bis 1945 existierte.

## Verein
Köthen 02 wurde im Jahr 1902 gegründet und agierte innerhalb des Gau Anhalt in der Meisterschaft des Verbandes Mitteldeutscher Ballspiel-Vereine. Zwischen 1909 und 1911 erreichte der Club dreimal in Folge die Mitteldeutsche Meisterschaft, scheiterte aber jeweils im Achtelfinale an Germania Mittweida, Wacker Halle sowie dem VfB Leipzig.
Größter Erfolg der Vereinsgeschichte war das 1917 erreichte Halbfinale, in dem Cöthen nach Siegen über FC Eintracht Leipzig und Viktoria 1896 Magdeburg dem klar favorisierten HFC 1896 unterlag. In der Folgezeit erreichte der Club bis 1925 mehrfach die mitteldeutsche Endrunde, spielte sportlich aber keine Rolle. Etwaige Teilnahmen an der 1933 eingeführten Gauliga Mitte erreichte Köthen 02 nicht mehr. 1945 wurde der Club aufgelöst, eine Neugründung analog zum Lokalrivalen Cöthener FC Germania 03 wurde nicht vollzogen.

## Statistik
- Teilnahme Mitteldeutsche Meisterschaft: 1909/10 bis 1911/12, 1913/14, 1916/17, 1917/18, 1923/24, 1924/25